# اختبار فوق صوتي

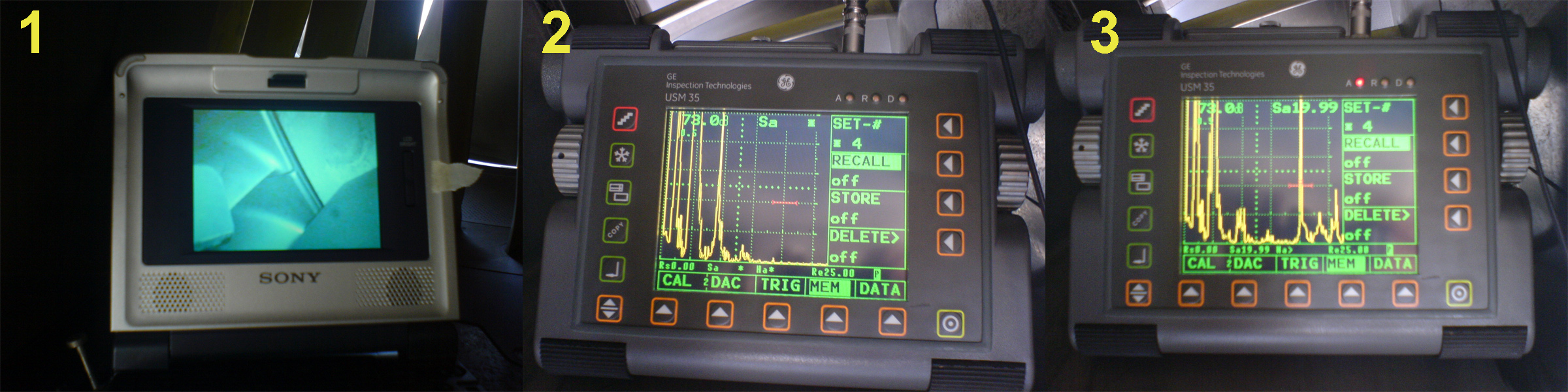
مثال لاختبار قاعدة الشفرات في محرك الطائرة V2500 IAE
الخطوة 1: يوضع مجس الأمواج فوق الصوتية على قاعدة الشفرة بمساعدة أداة تسمى البوروسكوب.
الخطوة 2: يتم ادخال البارامترات المطلوبة
الخطوة 3: يقوم المجس بالمسح فوق قاعدة الشفرة. في حال إعطاء إشارة تقطع الخط الأحمر المبين على الشاشة، فهذا يشير إلى عدم وجود عيب. في حال إعطاء إشارة إلى يسار الخط الأحمر، فهذا يعني وجود عيب.

يستخدم في اختبار الأمواج الفوق صوتية أمواج (فوق صوتية) قصيرة جداً وذات ترددات تتراوح بين 0.1 إلى 15 ميغاهرتز وقد تصل أحياناً إلى 50 ميغاهرتز. ويتم تسليط هذه الأمواج على المادة المطلوب اختبارها أو معرفة تركيبها. من أشهر تطبيقاتها هو قياس السماكة باستخدام الأمواج فوق الصوتية من أجل مراقبة التآكل في جدران الأنابيب.
يستخدم هذا النوع من الاختبارات في فحص الفولاذوغيره من المعادن والخلائط، كما يمكن اسنخدامه لفحص الخرسانة (البيتون) والخشب والمواد المركبة ولكن بدقة أقل. إنه نوع من الاختبارات اللاتلافية التي تستخدم في قطاعات السيارات والطيران والنقل.

## مبدأ العمل

مبدأ عمل الأمواج فوق الصوتية.
في جهة اليسار: يرسل المجس (المرسل) موجة خلال الوسط المدروس. يلاحظ وجود إشارتين، تمثل الأولى الموجة المرسلة بينما تمثل الثانية الإشارة المستقبلة أو المرتدة عن الجدار الداخلي للجسم.
في جهة اليمين: يقوم العيب بإظهار إشارة ثالثة بين الإشارتين، ويؤدي بشكل متزامن إلى إنقاص سعة الإشارة المرتدة عن الجدار الداخلي.

يتم تمرير المحول فوق الصوتي (الذي يولد الأمواج فوق الصوتية والموصول بجهاز التحليل والمعالجة) فوق العينة المراد اختبارها. ويفصل بين المحول والعينة سائل ما قد يكون ماء أو زيت.
يوجد طريقتين لاستقبال الأمواج فوق الصوتية، إما الانعكاس أو الإضعاف (التوهين).
في طريقة الانعكاس (طريقة نبضة-صدى)، يعمل المحول كمرسل ومستقبل للأمواج حالما تنعكس الأمواج عن الجسم المراد اختباره. ترتد الأمواج المرسلة عندما تصل إلى الجدار الداخلي للعينة أو عندما تصطدم بعيب ما داخل العينة. عندها يقوم جهاز التحليل والمعالجة بعرض النتائج بشكل إشارة ذات سعة معينة تبين كلاً من شدة الموجة المنعكسة والمسافة التي انعكست عنها (والتي تحدد من قيمة الزمن الذي استغرقه هذا الانعكاس، باعتبار أن سرعة الصوت في المادة المختبرة يكون معلوماً سلفاً).
أما في طريقة الإضعاف، فيوضع المرسل على أحد جدران العينة، بينما يوضع المستقبل (وهو جهاز مستقل في هذه الحالة) على الجهة المقابلة. يقوم المستقبل بتحسس شدة الأمواج الواصلة بعدما قطعت طريقها في الوسط المدروس.
إن وجود أي نوع من العيوب داخل العينة يؤدي إلى تقليل كمية الصوت الواصل إلى الجهة المقابلة وهذا بدوره يعطي مؤشراً على وجود تلك العيوب. يقلل استخدام السوائل الفاصلة (كالماء والزيت) من الضياعات التي يمكن أن تحدث بسبب الفراغ البسيط الفاصل بين سطح المرسل وسطح العينة.

## ميزات الاختبار
سنورد فيما يلي بعض المحاسن والمساوئ لهذه الطريقة في الكشف عن العيوب:
```
المحاسن:
```

1. قدرة اختراق عالية تسمح بالكشف عن العيوب الواقعة عميقاً داخل الجسم.
2. الحساسية العالية والتي تمكن من الكشف عن العيوب الصغيرة.
3. تتطلب الطريقة ضرورة الوصول إلى سطح واحد فقط من العينة.
4. تعطي دقة أعلى مقارنة مع باقي الاختبارات اللاتلافية فيما بتعلق بتحديد موقع العيوب وسماكة العينات ذات الأسطح المتوازية.
5. تسمح بإمكانية (وإن كانت محدودة) تحديد ماهية وحجم وشكل واتجاه العيب.
6. طريقة آمنة ولا تشكل أي خطر على صحة العاملين ولا تؤثر على المواد والأجهزة المجاورة.
7. إمكانية أتمتة العملية إضافة إلى توفر أجهزة اختبار محمولة.

```
المساوئ:
```

1. تعتبر طريقة يدوية وتحتاج إلى انتباه كبير من قبل العمال المدربين.
2. الحاجة إلى خبرة تقنية عالية عند تطوير عملية الاختبار.
3. صعوبة اختبار الأجزاء الخشنة أو غير المتجانسة أو الصغيرة أو ذات الاشكال الغير منتظمة.
4. يجب تنظيف السطوح المختبرة وإزالة أي كتل غير مثبتة بشكل جيد، ويجب إزالة الطلاء إلا إن كان ملتصقاً بالسطح بشكل جيد.
5. الحاجة إلى السوائل البينية الفاصلة بين المحول والسطح المختبر، إلا عند استخدام الاختبار عن بعد. تشمل طرق الاختبار عن بعد كلاً من الليزر والمحولات الصوتية الكهرومغناطيسية (Electro Magnetic Acoustic Transducers (EMAT).
6. يجب عدم استخدام الماء (أو السوائل الذي لا تحتوي على مانع للصدأ) عند فحص المواد القابلة للصدأ.